# Fjord Rafting
Fjord Rafting est une attraction de type bouées du parc Europa-Park (Allemagne) ouverte en 1991, construite par Intamin.
Sur une rivière artificielle de 600 mètres de long, des bouées de 6 places voguent à la manière des embarcations de rafting dans un décor évoquant la Norvège. Pendant le parcours, les bouées passent dans une grotte et traversent plusieurs torrents et cascades d'eau.

## Parcours
L'embarquement se fait sur une plateforme tournante. Les visiteurs prennent place dans une des bouées de 6 places. 
Dans un premier temps, l'embarcation suit paisiblement un canal qui longe la file d'attente, puis après quelques secondes elle commence à être ballotée par des générateurs de vagues. La bouée passe dans un tunnel, passe une zone mouvementée puis s'introduit dans un canal étroit. L'embarcation passe ensuite entre deux murs d'eau avant de revenir sur le quai grâce à un tapis roulant.